# Enrique III de Brabante
Enrique III de Brabante, llamado  el Piadoso, (c. 1231-Lovaina, 1261), duque de Brabante de 1248 a su muerte, fue hijo de Enrique II, duque de Brabante, y de María de Hohenstaufen. Protector de las letras y de los poetas, fue también un destacado trovador, conociéndose cuatro canciones escritas por él en lengua francesa.

## Historia
A pesar de su madre Hohenstaufen, por el segundo matrimonio de su padre y por el casamiento de su hermana Beatriz con  Enrique Raspe, elegido rey de Romanos  en 1246 frente a Federico II Hohenstaufen, Enrique fue aliado natural del partido güelfo en las luchas que dividían al Imperio. A la muerte de Raspe, apoyó y fue uno de los principales valedores de su pariente Guillermo de Holanda, elegido rey de Romanos. Luchó a su lado en la cruzada contra Federico II promovida por Inocencio IV y, tras la conquista de Aquisgrán, tomada a los partidarios del emperador tras cinco meses de asedio, asistió a su coronación como emperador del Sacro Imperio Romano Germánico el 1 de noviembre de 1248.
No participó, sin embargo, en las guerras por la sucesión de los condados de Flandes y Henao y buscó al contrario la pacificación de la antigua Baja Lotaringia, mediando en las disputas entre los Dampierre y los Avesnes, concluidas tras el asesinato de Guillermo de Holanda con la partición definitiva del condado entre los Dampierre, condes de Flandes, y los Avesnes, que se aseguraban la posesión del condado de Henao.
Murió en Lovaina el 28 de febrero de 1261. El hecho más notable de su gobierno, en el terreno legislativo, fue la carta o testamento que dictó en su lecho de muerte, por la que otorgaba garantías judiciales a todos los brabanzones, eximiéndoles del pago de impuestos personales y extraordinarios.
De su matrimonio con Adelaida de Borgoña, Aleyde de Brabante, dejaba cuatro hijos menores de edad: Enrique IV, duque de Brabante solo durante su minoría de edad, entre 1261 y 1267; Juan I el Victorioso, duque de Brabante de 1267 a 1294; Godofredo, señor de Aarschot, y María, casada en 1274 con el rey Felipe III de Francia.